# تپه سبزه احمدآباد
تپه سبزه احمدآباد مربوط به عصر آهن است و در شهرستان دورود، بخش سیلاخور، دهستان چالانچولان، ۱ کیلومتری غرب روستای احمدآباد واقع شده و این اثر در تاریخ ۲۸ شهریور ۱۳۸۶ با شمارهٔ ثبت ۱۹۵۴۶ به‌عنوان یکی از آثار ملی ایران به ثبت رسیده است.